# Isaac Baker Brown
Isaac Baker Brown (1812 – 3. února 1873) byl anglický gynekolog a porodní chirurg. Měl pověst specialisty na ženské nemoci a prosazoval některé chirurgické postupy, včetně klitoridektomie, jako léky na epilepsii a hysterii. V roce 1867 jeho kariéra skončila, když byl obviněn z jejich provádění bez souhlasu pacientek. Následně byl vyloučen z Porodnické společnosti v Londýně.

## Život
Baker Brown se narodil v roce 1811 v Colne Engaine, fo školy chodil v Halsteadu  a následně studoval v Guy's Hospital v Londýně a specializoval se na porodní asistenci a nemoci žen. 
Baker Brown si otevřel lékařskou praxi v Londýně v roce 1834 a brzy se stal známým jako gynekologický specialista. V roce 1845 spoluzakládal nemocnici St Mary's Hospital v Londýně. V roce 1848 byl zvolen členem Royal College of Surgeons . Od roku 1858 pracoval na pokrokových chirurgických postupech.  Začal provádět ovariotomie na ženách, včetně své vlastní sestry.  V roce 1864 byl prvním člověkem, který popsal chirurgickou léčbu stresové inkontinence zahrnující proceduru suprapubické cystostomie. V roce 1865 byl zvolen prezidentem Lékařské společnosti v Londýně .  V roce 1866 Baker Brown popsal použití klitoridektomie jako léku na několik stavů, včetně epilepsie, katalepsie a mánie, které připisoval masturbaci. V knize O vyléčitelnosti určitých forem šílenství, epilepsie, katalepsie a hysterie u žen uvedl 70procentní úspěšnost při použití této léčby. 
Během roku 1866 začala přicházet negativní zpětná vazba od lékařů, kteří byli proti použití klitoridektomie, a zpochybňovali platnost jeho tvrzení o úspěchu. V prosinci se v The Times objevil článek, který sice byl vstřícný vůči práci Bakera Browna, ale naznačoval, že léčil ženy s „nezdravou myslí“, na což neměl podle zákona licenci a když komise pro šílence začala klást otázky, Baker Brown to popřel a pokusil se od článku distancovat. Byl také obviněn z provádění klitoridektomie bez souhlasu nebo vědomí svých pacientek či jejich rodin.  V roce 1867 byl vyloučen z Porodnické společnosti v Londýně za provádění operací bez souhlasu.
Baker Brown zemřel 3. února 1873 v Londýně.